# Trox striatus
Trox striatus es una especie de escarabajo del género Trox, familia Trogidae. Fue descrita científicamente por Melsheimer en 1844.
Se distribuye por la ecozona del Neártico. Habita en los Estados Unidos (Pensilvania, Arkansas, Nueva Jersey, Nebraska) y en Canadá (Ontario). Mide 5,5-6,6 milímetros de longitud.